# Каламитско-Центральнокрымское мегаподножие
Каламитско-Центральнокрымское мегаподножие — геологическая структура на юге равнинной части Крыма. Охватывает также Каламитский залив. Образована повышенной разновремённой складчатой основой Скифской плиты и осадочным чехлом, разбитыми разрывными нарушениями. Состоит из трех поднятий нижнего порядка: Симферопольского, Новоселовского и Каламитского залива. Сложена породами палеогенового и неогенового возраста.
Полезные ископаемые: природный газ, минеральные воды, строительные материалы.